# Svensk låglandsboskap

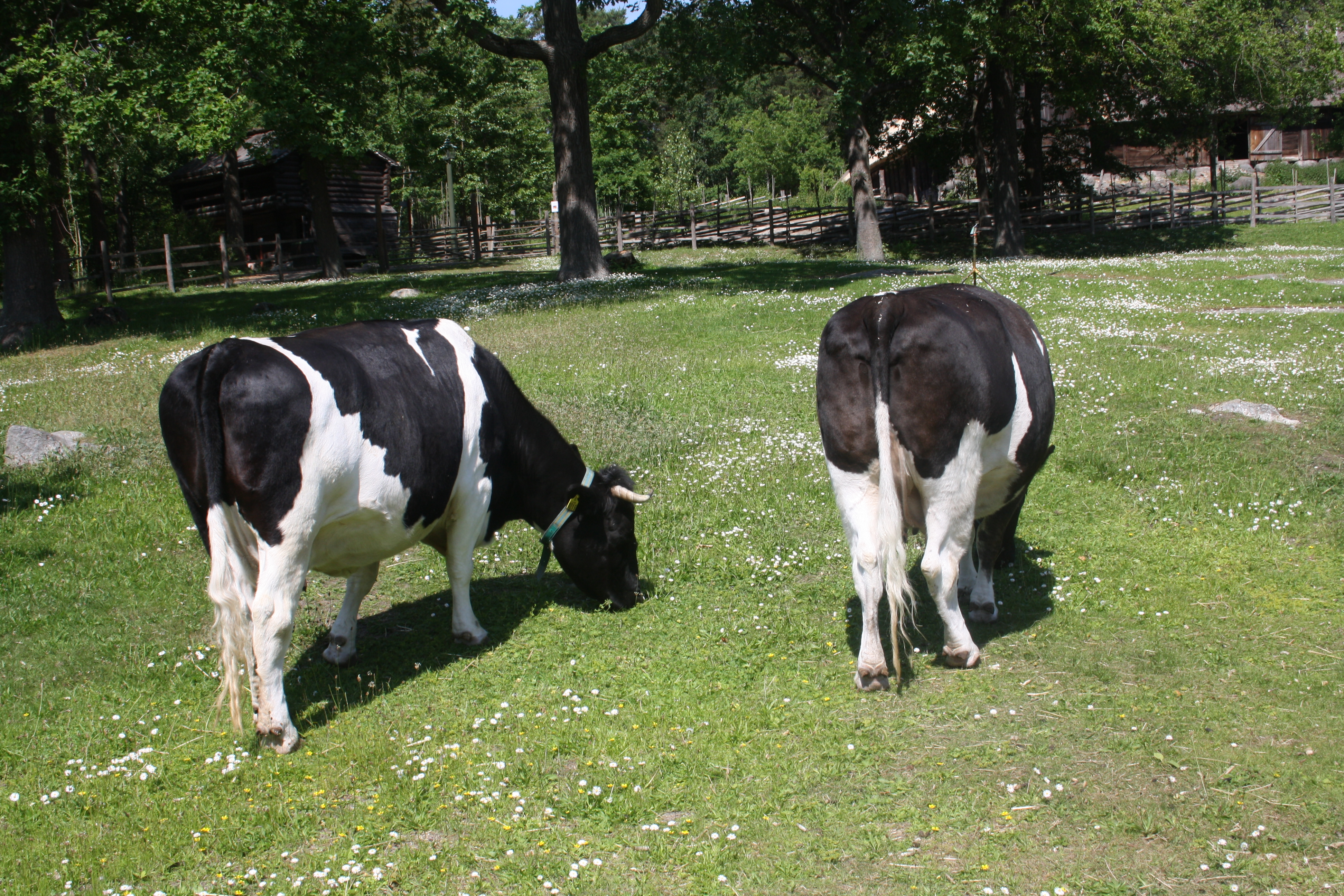
Svensk Låglandsboskap

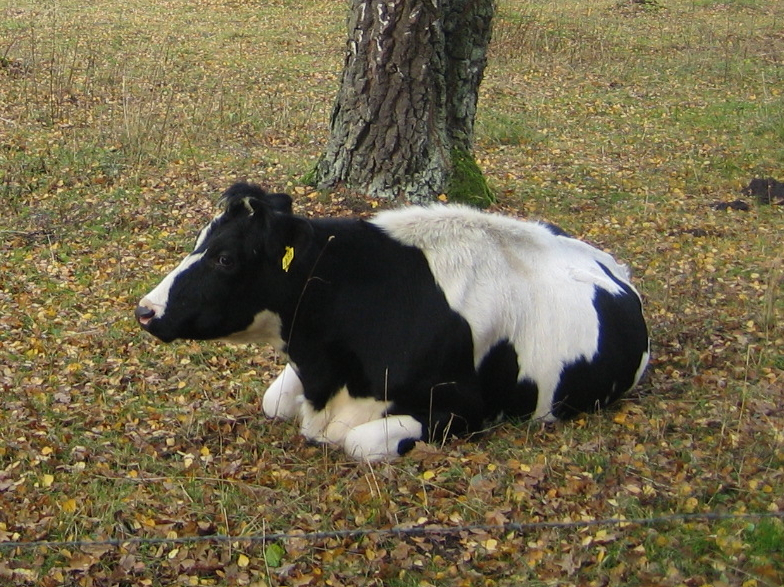
Svensk Låglandsboskap

Svensk låglandsboskap även förkortat SLB, även kallad Svensk Holstein, är Sveriges vanligaste mjölkkoras med ursprung i låglandsboskapen. År 2016 utgjorde SLB-rasen nästan 55 procent av de kontrollerade mjölkkoraserna i Sverige. Rasen är svart- och vitbrokig eller vit- och brunbrokig. Rasen kommer ursprungligen från Nederländerna och norra Tyskland. En fullvuxen individ väger cirka 700 kg och under 2016 mjölkade SLB-kor i genomsnitt 10 274 kg mjölk med en fetthalt på 4,12 % och proteinhalt på 3,44 %. Detta ger 10 452 kg så kallad energikorrigerad mjölk (ECM) per ko och år. SLB har därmed lite högre avkastning än den näst vanligaste rasen Svensk rödbrokig boskap (SRB).
Avelsföreningen för svensk låglandsboskap bildades 1913. Från 1970-talet har en omfattande inseminering med Holstein-Frisisk nötboskap skett i bestånden av Svensk låglandsboskap, vilket ökat mjölkproduktionen, men försämrat egenskaperna för köttproduktion, och de båda raserna har närmat sig varandra genetiskt.